# 1924年パリオリンピックのスウェーデン選手団
1924年パリオリンピックのスウェーデン選手団（1924ねんパリオリンピックのスウェーデンせんしゅだん）は、1924年5月4日から7月27日にかけてフランスの首都パリで開催された1924年パリオリンピックのスウェーデン選手団、およびその競技結果。

## 概要
今大会は金メダル4個、銀メダル13個、銅メダル12個の合計29個のメダルを獲得した。

## メダル
| メダル | 選手名                                                                                  | 競技 | 種目             |
| ------ | --------------------------------------------------------------------------------------- | ---- | ---------------- |
| 銀     | エドヴィン・ヴィーデ                                                                    | 陸上 | 男子10000m       |
| 銀     | アーサー・スベンソン エリック・ビュレーン グスタフ・ヴェイリナート ニルス・エングダール | 陸上 | 男子4×400mリレー |
| 銀     | グンナル・リンドストロム                                                                | 陸上 | 男子やり投げ     |
| 銅     | エドヴィン・ヴィーデ                                                                    | 陸上 | 男子5000m        |
| 銅     | ステン・ペテション                                                                      | 陸上 | 男子110mハードル |